# Медаль ЮНЕСКО имени Альберта Эйнштейна
Международная медаль ЮНЕСКО имени Альберта Эйнштейна — присуждается выдающимся научным деятелям, внёсшим большой вклад в науку и международное сотрудничество в научной области. Учреждена ЮНЕСКО в ознаменование столетия со дня рождения Альберта Эйнштейна в 1979 году.

## Описание

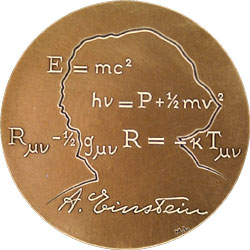
Оборотная сторона медали

Медаль разработана французским гравером фр. Max Léognany. На лицевой части изображен портрет Альберта Эйнштейна в последние годы жизни. На обратной стороне на фоне силуэта головы Эйнштейна изображены три математические уравнения, отражающие вклад учёного в физику. Первое, наиболее известное уравнение — E=mc², одно из следствий разработанной им специальной теории относительности. Второе уравнение отражает результаты исследований Эйнштейном законов фотоэффекта, за которые он был удостоен Нобелевской премии по физике в 1921 году. Третье — уравнение Эйнштейна — связано с его работой в общей теории относительности. Внизу расположен автограф учёного.
Медаль выполняется в золоте, серебре и бронзе.